# Nora Fingscheidt

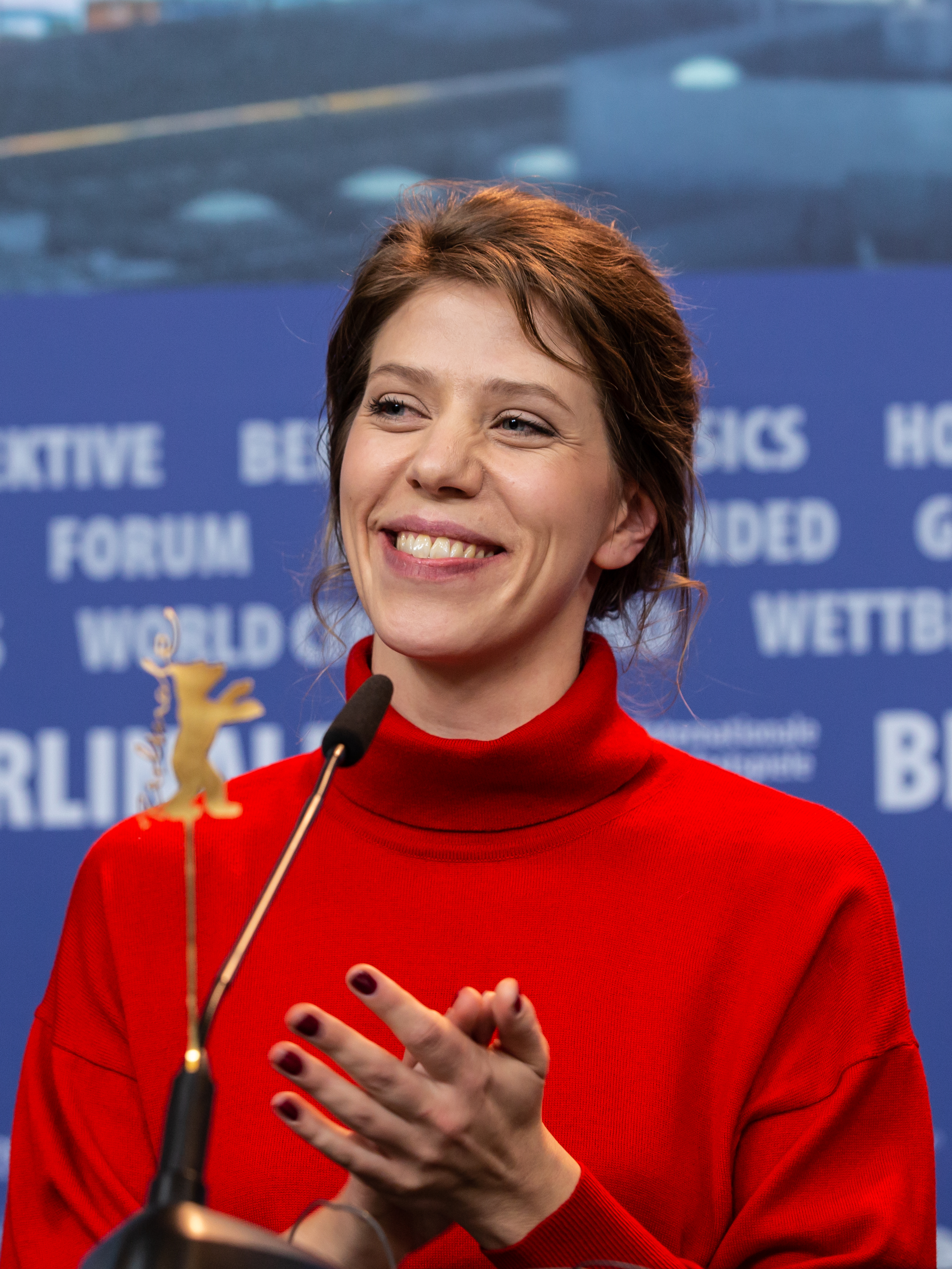
Nora Fingscheidt bei der Präsentation ihres Films Systemsprenger auf der Berlinale 2019

Nora Fingscheidt (* 17. Februar 1983 in Braunschweig) ist eine deutsche Filmregisseurin und Drehbuchautorin. Für ihre Kurzfilmarbeiten wurde sie ab 2011 mehrfach in den Wettbewerb des Filmfestivals Max Ophüls Preis eingeladen. 2017 gewann sie dort für ihren Dokumentarfilm Ohne diese Welt den Hauptpreis. Ihr erster Spielfilm Systemsprenger wurde auf der Berlinale 2019 mit dem Alfred-Bauer-Preis ausgezeichnet, dem acht Deutsche Filmpreise sowie eine Reihe auch internationaler Film- und Festivalpreise folgten.

## Leben

### Ausbildung und erste Kontakte zum Film
Nora Fingscheidt besuchte Schulen in Braunschweig und in Argentinien. Ab 2003 lebte sie in Berlin und war dort als Vorstand beim Aufbau der selbstorganisierten Filmschule filmArche e. V. beteiligt. Unter dem Dach des Vereins begann Fingscheidt als Regisseurin erste eigene Kurzspielfilme zu realisieren, darunter den 15-Minüter Objet trouvé (2005) mit Katharina Bellena und Jaron Löwenberg in den Hauptrollen. Auch engagierte sie sich im europäischen Jugendfilmnetzwerk NISI MASA und war für die Ausführung mehrerer internationaler Jugendfilmprojekte verantwortlich. Parallel absolvierte Fingscheidt eine Ausbildung zum Schauspielcoach, war als Aufnahmeleiterin an den Kurzspielfilmen Lichtblick (2007, Regie: Lars Jandel und Tom Zenker) und Personenschaden (2009, Regie: Dustin Loose) beteiligt und trat auch als Regieassistentin am Dokumentarfilm Schöne blonde Augen (2009, Regie: Simon Brückner und Anna Reinking) und am filmArche-Kurzspielfilm Emma – Das Ende der Kindheit (2008) von Vanessa Gräfingholt in Erscheinung. Auch arbeitete sie zeitweise in der Protokollabteilung der Internationalen Filmfestspiele Berlin.

### Regiestudium und wiederholte Einladungen zum Filmfestival Max Ophüls Preis
Von 2008 bis 2017 studierte Fingscheidt Szenische Regie an der Filmakademie Baden-Württemberg. Im zweiten Jahr ihres Studiums realisierte sie den Kurzspielfilm Synkope (2010), bei dem sie gemeinsam mit Carl Gerber auch am Drehbuch beteiligt war. Das 24-minütige Werk handelt von einem Vater (dargestellt von Peter Benedict), der die Verlobungsfeier seiner Tochter ausrichtet und dabei alte Wunden aufreißt, als er auch auf seine Ex-Frau und deren Lebensgefährten trifft. Synkope wurde in den Wettbewerb des Filmfestivals Max Ophüls Preis eingeladen, erhielt eine Nominierung für den Deutschen Kurzfilmpreis 2011 sowie 2012 eine lobende Erwähnung auf dem Filmfest Dresden. Eine erneute Einladung zum Filmfestival Max Ophüls Preis erhielt Fingscheidt für den Kurzspielfilm Zwischen den Zeilen (2011). Der Neunminüter ist im Ungarn des Jahres 1946 angesiedelt und handelt von einem ungarischen Polizisten, der unter dem Druck der Staatsgewalt seinen ungarndeutschen Ziehvater und dessen Familie vom althergebrachten Hof deportieren muss.
2012 nahm Fingscheidt am Programm Berlinale Talents sowie an einem Austausch mit der University of California, Los Angeles (UCLA) teil. 2013 veröffentlichte sie den 45-minütigen Spielfilm Brüderlein mit Leonie Benesch und Stefan Rudolf in den Hauptrollen. Die Geschichte um zwei Halbgeschwister, die sich nach dem Tod des gemeinsamen Vaters auf einer kleinen Nordseehalbinsel kennenlernen, brachte Fingscheidt die dritte Einladung zum Filmfestival Max Ophüls Preis ein. Danach widmete sie sich mit Boulevard’s End und Das Haus neben den Gleisen (beide 2014) Dokumentarfilmen. Während der 15-minütige Boulevard’s End über den Venice Pier im amerikanischen Venice Beach handelt, realisierte sie Das Haus neben den Gleisen gemeinsam mit Simone Gaul. Der 72-minütige Streifen beobachtet den Alltag in der Frauenpension Stuttgart, einem Heim für wohnungslose Frauen.

### Erfolge mit „Ohne diese Welt“ und „Systemsprenger“
Für den Kurzfilm Die Lizenz (2016) erhielt Fingscheidt ihre vierte Einladung zum Filmfestival Max Ophüls Preis. Der zehnminütige Spielfilm handelt von einem Ehepaar (dargestellt von Julia Becker und Manolo Bertling), das sich fortpflanzen möchte, aber auf die Entscheidungsgewalt einer Beamtin (Anna Böttcher) angewiesen ist. Ein Jahr später schloss Fingscheidt ihre Regieausbildung mit dem Dokumentarfilm Ohne diese Welt (2017) ab. Das Porträt über eine Gruppe deutschstämmiger Mennoniten im nördlichen Argentinien, die sich jedwedem Fortschritt verweigert, hatte sie mit einem kleinen Filmteam innerhalb von zwei Monaten drehen dürfen. Die Dreharbeiten gestalteten sich schwierig, da Fingscheidt während ihres Aufenthalts zeitweise offene Ablehnung entgegengebracht wurde. Auch willigten nur wenige Mennoniten tatsächlich ein, sich von der Kamera filmen zu lassen. „Ich saß anfangs manchmal eine halbe Stunde mit einigen von ihnen zusammen – und es fiel kein einziges Wort, obwohl wir noch nicht einmal die Kamera eingeschaltet hatten“, so Fingscheidt. Dennoch wurde Ohne diese Welt zum bis dahin größten Erfolg für die Filmemacherin. Sie erhielt 2017 den Dokumentarfilmpreis auf dem Filmfestival Max Ophüls und gewann auch bei den First Steps Awards in derselben Kategorie.
2019 wurde Fingscheidt für ihr Spielfilmdebüt Systemsprenger in den Wettbewerb der 69. Berlinale eingeladen und dort mit dem Alfred-Bauer-Preis sowie dem Preis der Leserjury der Berliner Morgenpost geehrt. Die Geschichte um ein neunjähriges Mädchen (dargestellt von Helena Zengel), das als titelgebende Systemsprengerin einen Leidensweg zwischen wechselnden Pflegefamilien und Anti-Aggressions-Trainings durchläuft, hatte noch vor Fertigstellung mehrere Preise erhalten. So erhielt Fingscheidts Skript 2016 den Drehbuchpreis auf dem Internationalen Filmfest Emden-Norderney sowie 2017 den Thomas Strittmatter Drehbuchpreis und den Kompagnon-Förderpreis des Programms Berlinale Talents. Die Jury auf der Berlinale um Feo Aladag, Sigrid Hoerner und Johannes Naber lobte Fingscheidts Drehbuch als „beklemmendes, einfühlsames und genau recherchiertes Szenario über unser pädagogisches System und ein ergreifendes, humanistisches Plädoyer für die ‚Schwierigen‘, die Nicht-Konformen, die vermeintlich Dysfunktionalen“. Im August 2019 wurde Systemsprenger als deutscher Vorschlag für die Kategorie „bester internationaler Spielfilm“ bei der Oscarverleihung 2020 ausgewählt, gelangte aber nicht in die engere Auswahl. Bei der Verleihung des Deutschen Filmpreises 2020 erhielt Systemsprenger acht Auszeichnungen, darunter der Filmpreis in Gold als Bester Spielfilm sowie Fingscheidt für die Beste Regie und das Beste Drehbuch.
Nach dem Erfolg von Systemsprenger wurde Fingscheidt im Frühjahr 2020 mit der Regie an ihrem ersten englischsprachigen Spielfilm betraut. In der Netflix-Produktion The Unforgivable (2021) übernahm die US-amerikanische Schauspielerin Sandra Bullock die Hauptrolle einer ehemaligen Gefängnisinsassin, die nach ihrer Entlassung um die Akzeptanz von Familie und Freunden kämpft. Der Film, der von Bullock auch koproduziert wurde, war in weiteren Rollen mit Viola Davis, Vincent D’Onofrio, Jon Bernthal und Richard Thomas besetzt. Das Drehbuch von Christopher McQuarrie basierte auf der preisgekrönten britischen Miniserie Unforgiven (2009). Die Dreharbeiten im kanadischen Vancouver mussten aufgrund der weltweiten COVID-19-Pandemie unterbrochen werden.
Im Jahr 2024 wurde Fingscheidts Literaturverfilmung The Outrun mit Saoirse Ronan in der Hauptrolle in die Programme der Filmfestivals von Sundance (Sektion: Premieres) und Berlin (Panorama) aufgenommen.

### Privates
Nora Fingscheidt lebte mit ihrer Familie zunächst in Hamburg und mittlerweile in Berlin. Mit ihrem Partner, einem freischaffenden Fotografen, hat sie zwei gemeinsame Söhne.

## Filmografie

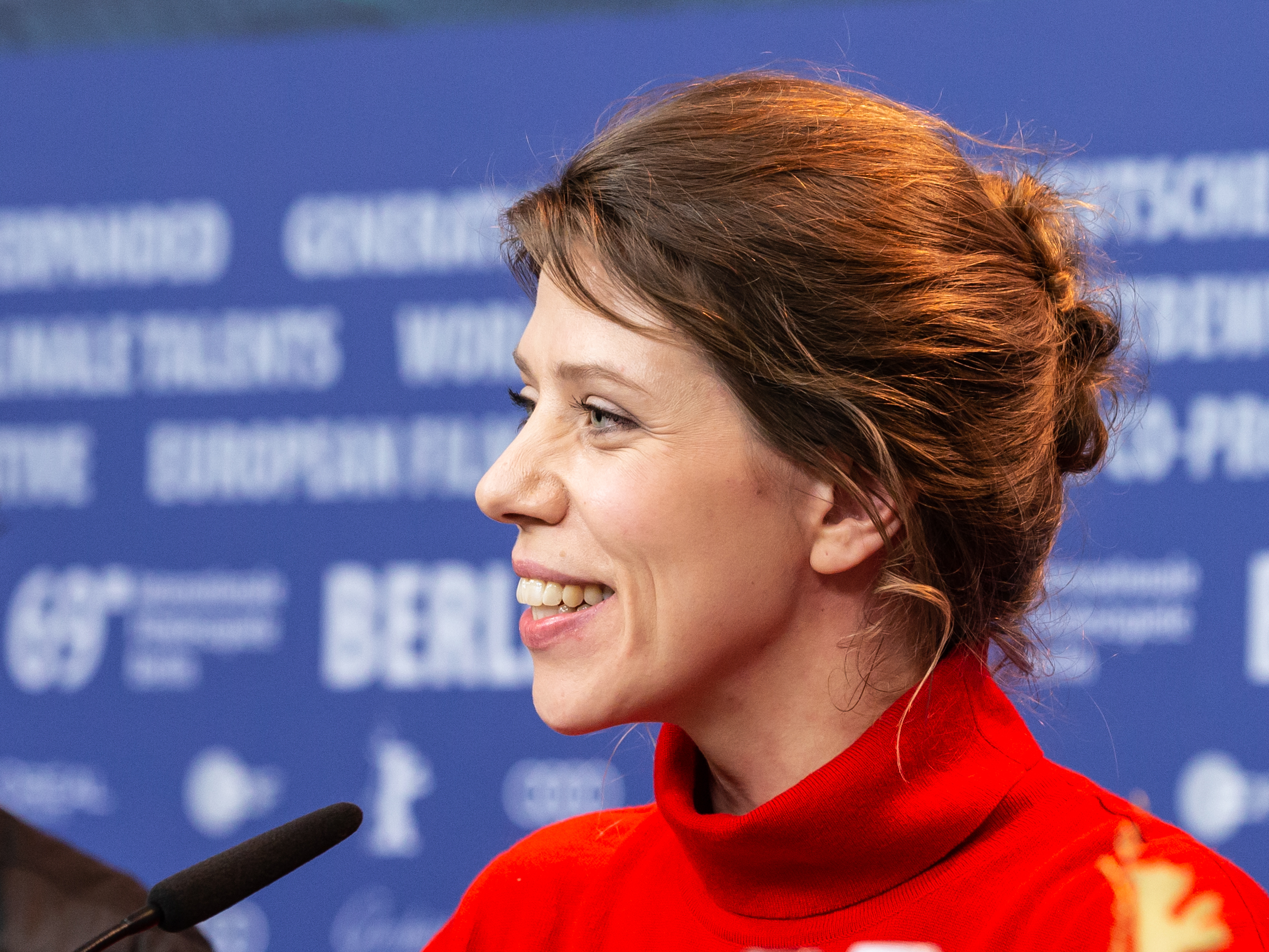
Fingscheidt auf der Berlinale 2019

### Fiktionale Arbeiten
- 2005: Objet trouvé (Kurzfilm) – Regie
- 2007: Auszeit (Kurzfilm) – Regie
- 2008: Dorfmatratze (Kurzfilm) – Regie
- 2008: Fluchtversuch (Kurzfilm) – Regie
- 2010: Synkope (Kurzfilm) – Regie und Co-Drehbuch mit Carl Gerber
- 2011: Zwischen den Zeilen (Kurzfilm) – Regie
- 2013: Brüderlein – Regie und Co-Drehbuch mit Carl Gerber
- 2016: Die Lizenz (Kurzfilm) – Regie
- 2019: Systemsprenger – Regie und Drehbuch
- 2021: The Unforgivable – Regie
- 2024: The Outrun – Regie und Drehbuch

### Dokumentarfilme
- 2014: Boulevard’s End (Kurzfilm) – Regie und Drehbuch
- 2014: Das Haus neben den Gleisen – Co-Regie mit Simone Gaul
- 2017: Ohne diese Welt – Regie und Drehbuch

## Auszeichnungen

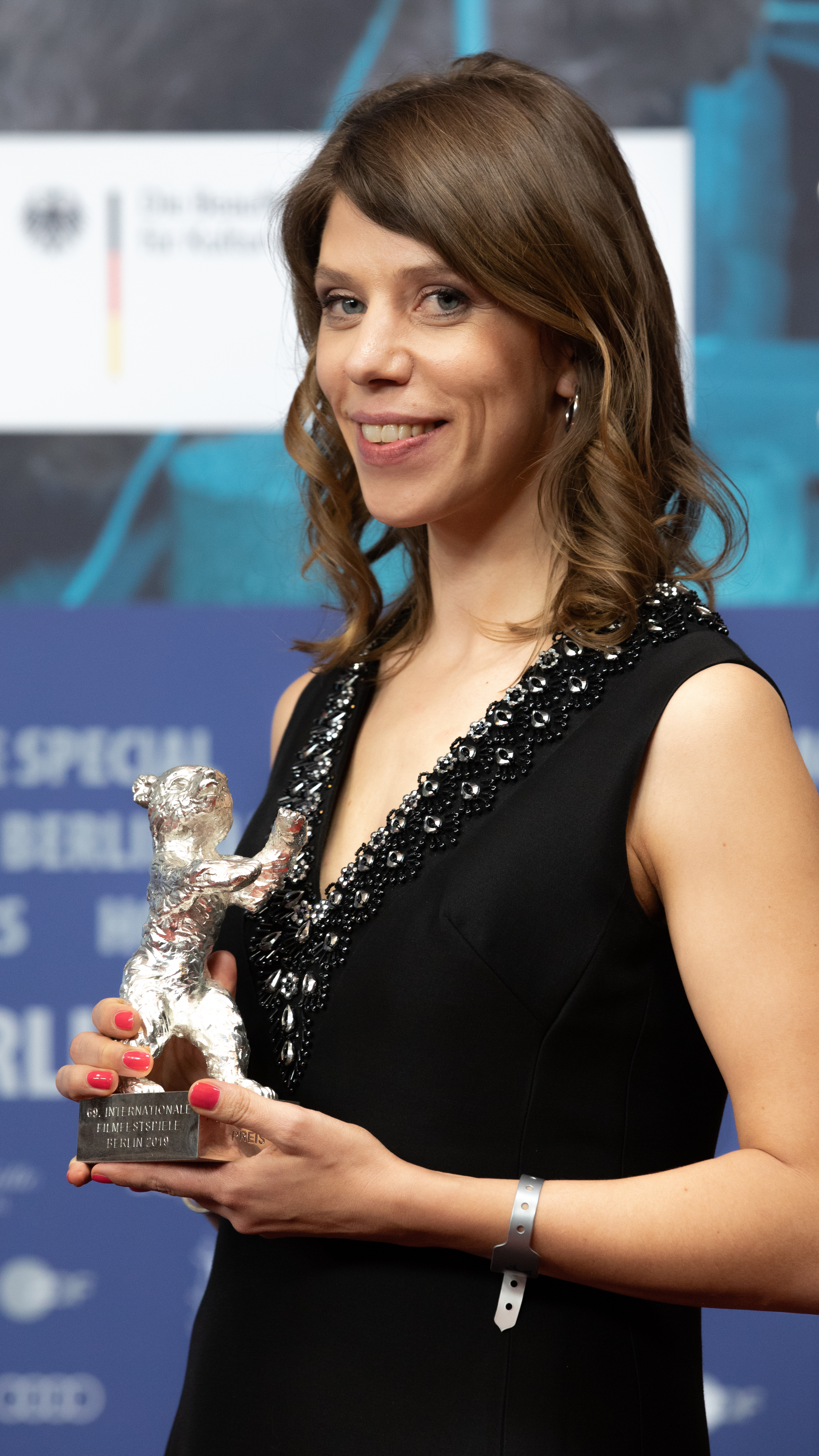
Fingscheidt mit dem gewonnenen Alfred-Bauer-Preis für Systemsprenger

- 2012: Lobende Erwähnung auf dem Filmfest Dresden für Synkope
- 2016: Emder Drehbuchpreis für Systemsprenger
- 2017: Dokumentarfilmpreis auf dem Filmfestival Max Ophüls Preis für Ohne diese Welt
- 2017: First Steps Award für Ohne diese Welt (Bester Dokumentarfilm)
- 2017: Kompagnon-Förderpreis des Programms Berlinale Talents für Systemsprenger
- 2017: Thomas Strittmatter Drehbuchpreis für Systemsprenger
- 2019: Internationale Filmfestspiele Berlin – Alfred-Bauer-Preis und Preis der Leserjury der Berliner Morgenpost für Systemsprenger
- 2019: Filmkunstfest Mecklenburg-Vorpommern – Hauptpreis Fliegender Ochse für Systemsprenger[15]
- 2019: Molodist Filmfestival Kiew – Preis der Ökumenischen Jury für Systemsprenger
- 2019: Taipei Film Festival – Hauptpreis für Systemsprenger (Wettbewerb „International New Talent“)
- 2019: Transatlantyk Festival Łódź – Transatlantyk Distribution Award für Systemsprenger (Wettbewerb „New Cinema“)
- 2019: Transilvania International Film Festival – Publikumspreis für Systemsprenger
- 2019: MFG-Star Baden-Baden für Systemsprenger
- 2019: Günter Rohrbach Filmpreis für Systemsprenger
- 2020: Zwei Deutsche Filmpreise für Systemsprenger (Beste Regie, Bestes Drehbuch)
- 2020: Romy in der Kategorie Beste Regie Kinofilm für Systemsprenger[16]
- 2020/2021: Stipendium in der Villa Aurora